# 樊群霄
樊群霄（1987年9月18日—），籍贯江苏，是中国职业足球运动员，司职后卫。
樊群霄2007年初在申花联城合并中进入申花队，此后连续两年被租借到与上海足球很有关联的陕西中新和无锡中邦效力，2009年初返回申花，不过并未获得出赛机会，2011年离开球队到长春亚泰试训，并受到沈祥福的欣赏，但由于在合同细节方面和俱乐部有分歧,最终没能与亚泰签约。
2011年9月1日，樊群霄轉會至香港甲組足球聯賽球隊天水圍飛馬。2012年1月，樊群霄和天水圍飛馬解约，之后曾到上海申鑫试训，但最终没能留队。3月，他在转会窗关闭之前加盟中国足球甲级联赛球队广东日之泉。